# The Id (Chobanian)
The Id is een compositie voor harmonieorkest van de Armeens-Amerikaanse componist Loris Ohannes Chobanian.
Het werk bestaat uit drie delen: Allegro frenetico - meno mosso, Adagio lagnoso en Delirante.